# Nicolas Kiesa
Nicolas Kiesa (* 3. března 1978, Kodaň) je dánský automobilový závodník.

## Kariéra před formulí 1

### Karting
V letech 1990 a 1991 se stal dánským motokárovým mistrem. V roce 1992 dosáhl druhého místa na mistrovství světa v kartingu. V roce 1993 závodil v mistrovství Evropy a také v národním dánském šampionátu, kde se stal vicemistrem. V roce 1994 pokračoval v evropském šampinátu a stal se vítězem prestižní Viking Kart Trophy. V roce 1996 byl mistrem Dánska, Skandinávie, vicemistr světa a čtvrtý skončil na mistrovství Evropy.

### Juniorské formule
V roce 1998 se umístil na třetí pozici v britské Formuli Ford a také při Formule Ford festivalu. V roce 1999 se stal Nicolas Kiesa britským mistrem této série, získal třetí místo při Evropském šampionátu a na festivalu Formule Ford skončil čtvrtý. O rok později byl šestý opět v britské Formuli Ford.
V roce 2001 přestoupil do Formule 3 a zúčastnil se mistrovství Německa a Británie.
Roku 2002 skončil dvanáctý ve Formuli 3000. V roce 2003 pokračoval v této sérii, vyhrál závod v Monaku.

## Formule 1
V roce 2003 odjel 5 závodů za tým formule 1 Minardi. Pro rok 2004 působil jako pilot dvousedadlového vozidla formule 1. Roku 2005 byl jmenován testovacím jezdcem Jordan Grand Prix.

## Kompletní výsledky ve Formuli 1
| Legenda k tabulce | Legenda k tabulce                                                                       |
| Barva             | Výsledek                                                                                |
| ----------------- | --------------------------------------------------------------------------------------- |
| Zlatá             | Vítěz                                                                                   |
| Stříbrná          | 2. místo                                                                                |
| Bronzová          | 3. místo                                                                                |
| Zelená            | Bodované umístění                                                                       |
| Modrá             | Nebodované umístění                                                                     |
| Modrá             | Dokončil neklasifikován (NC)                                                            |
| Fialová           | Odstoupil (Ret)                                                                         |
| Červená           | Nekvalifikoval se (DNQ)                                                                 |
| Červená           | Nepředkvalifikoval se (DNPQ)                                                            |
| Černá             | Diskvalifikován (DSQ)                                                                   |
| Bílá              | Nestartoval (DNS)                                                                       |
| Bílá              | Závod zrušen (C)                                                                        |
| Světle modrá      | Pouze trénoval (PO)                                                                     |
| Světle modrá      | Páteční testovací jezdec (TD)                                                           |
| Bez barvy         | Netrénoval (DNP)                                                                        |
| Bez barvy         | Vyřazen (EX)                                                                            |
| Bez barvy         | Nepřijel (DNA)                                                                          |
| Bez barvy         | Odvolal účast (WD)                                                                      |
| Bez barvy         | Nezúčastnil se (prázdné)                                                                |
| Označení          | Význam                                                                                  |
| Tučnost           | Pole position                                                                           |
| Kurzíva           | Nejrychlejší kolo                                                                       |
| †                 | Jezdec nedojel do cíle, ale byl klasifikován, protože odjel více než 90 % délky závodu. |
| ‡                 | Byl udělován poloviční počet bodů, protože bylo odjeto méně než 75 % délky závodu.      |
| Horní index       | Umístění bodujících jezdců ve sprintu                                                   |

| Rok  | Tým               | Šasi         | Motor                 | 1   | 2   | 3   | 4   | 5   | 6   | 7   | 8   | 9   | 10  | 11  | 12     | 13     | 14     | 15     | 16     | 17     | 18  | 19     | Body | Umístění  |
| ---- | ----------------- | ------------ | --------------------- | --- | --- | --- | --- | --- | --- | --- | --- | --- | --- | --- | ------ | ------ | ------ | ------ | ------ | ------ | --- | ------ | ---- | --------- |
| 2003 | European Minardi  | Minardi PS03 | Cosworth CR-3 V10     | AUS | MAL | BRA | SMR | ESP | AUT | MON | CAN | EUR | FRA | GBR | GER 12 | HUN 13 | ITA 12 | USA 11 | JPN 16 |        |     |        | 0    | 23. místo |
| 2005 | Jordan Grand Prix | Jordan EJ15  | Toyota RVX/05 3.0 V10 | AUS | MAL | BHR | SMR | ESP | MON | EUR | CAN | USA | FRA | GBR | GER TD | HUN TD | TUR TD | ITA TD | BEL TD |        |     |        | -    | -         |
| 2005 | Jordan Grand Prix | Jordan EJ15B | Toyota RVX/05 3.0 V10 |     |     |     |     |     |     |     |     |     |     |     |        |        |        |        |        | BRA TD | JPN | CHN TD | -    | -         |

## Kariéra po formuli 1
V roce 2006 skončil třetí ve tříde GT1 při dvanáctihodinovém závodě na Sebringu a jezdil za Audi v DTM.